# فتيات القوة (فلم)
فيلم فتيات القوة (بالإنجليزية: The Powerpuff Girls Movie) هو فيلم رسوم متحركة أمريكي-أسترالي خارق على اساس مسلسل كرتون نتورك الخارق فتيات القوة أَخرج الفيلم كريغ مكراكين وأُنتجه كرتون نتورك ستوديوز بالتعاون مع شركة فيلاج رود شو بيكتشرز وهو بادئة للمسسلسل الأصلي فتيات القوة، ويحكي عن القصة الأصلية للسلسلة حيث أُنشئت فتيات القوة من قبل البروفيسور نيوتونيوم ويجب عليهم حماية مدينة تاونزفيل، في دور العرض تم عرض حلقة قصيرة من مختبر دكستر بعنوان خدش الدجاج قبل الفيلم، في وقت لاحق تم عرضها كالجزء من الموسم الرابع.
عرضت النسخة العربية في العالم العربي تمت دبلجة الفيلم للغة العربية من طرف أستديو إيمدج برودكشن هاوس لأول مرة وعرض على قناة سبيستون وإم بي سي ثري وكرتون نتورك بالعربية ودبي وان.

## القصة
يحكي الفيلم عن الظهور الأول لفتيات القوة. البروفيسور يوتونيوم يخلق مزيج من السكر، التوابل، وكل شيء لطيف في أمل إنتاج «فتاة صغيرة مثالية» لتحسين تونزفيل، مدينة معززة النظرة والظلم. وهو من الذاتى من قبل مساعد المختبر، ديستروفيكشيمبانزي جوجو، مما تسبب له في كسر الزجاجة الخطأ ونسق قارورة من المواد الكيميائية x في الرعاش، والتي انفجرت في وجه جوجو. تجربة ناجحة، وأنتجت ثلاث فتيات صغيرات أسماءهن بلوسوم، بابلز، وباتركب.تأثر قرد البروفيسور موجو بالانفجار حتى أصبح بذكاء البروفيسور وإرادته في السيطرة على مدينة تاونزفيل لكن في الأخير تهزمه فتيات القوة.

## روابط خارجية
- مقالات تستعمل روابط فنية بلا صلة مع ويكي بيانات